# Chrysiridia rhipheus
L'urania del Madagascar (Chrysiridia rhipheus (Drury, 1773)) è un lepidottero appartenente alla famiglia Uraniidae, endemica del Madagascar.
Viene considerata fra le falene più belle. In passato veniva usata per produrre oggetti ornamentali a causa dei suoi vividi colori.

## Descrizione

### Adulto
Le ali posteriori hanno numerose code. 

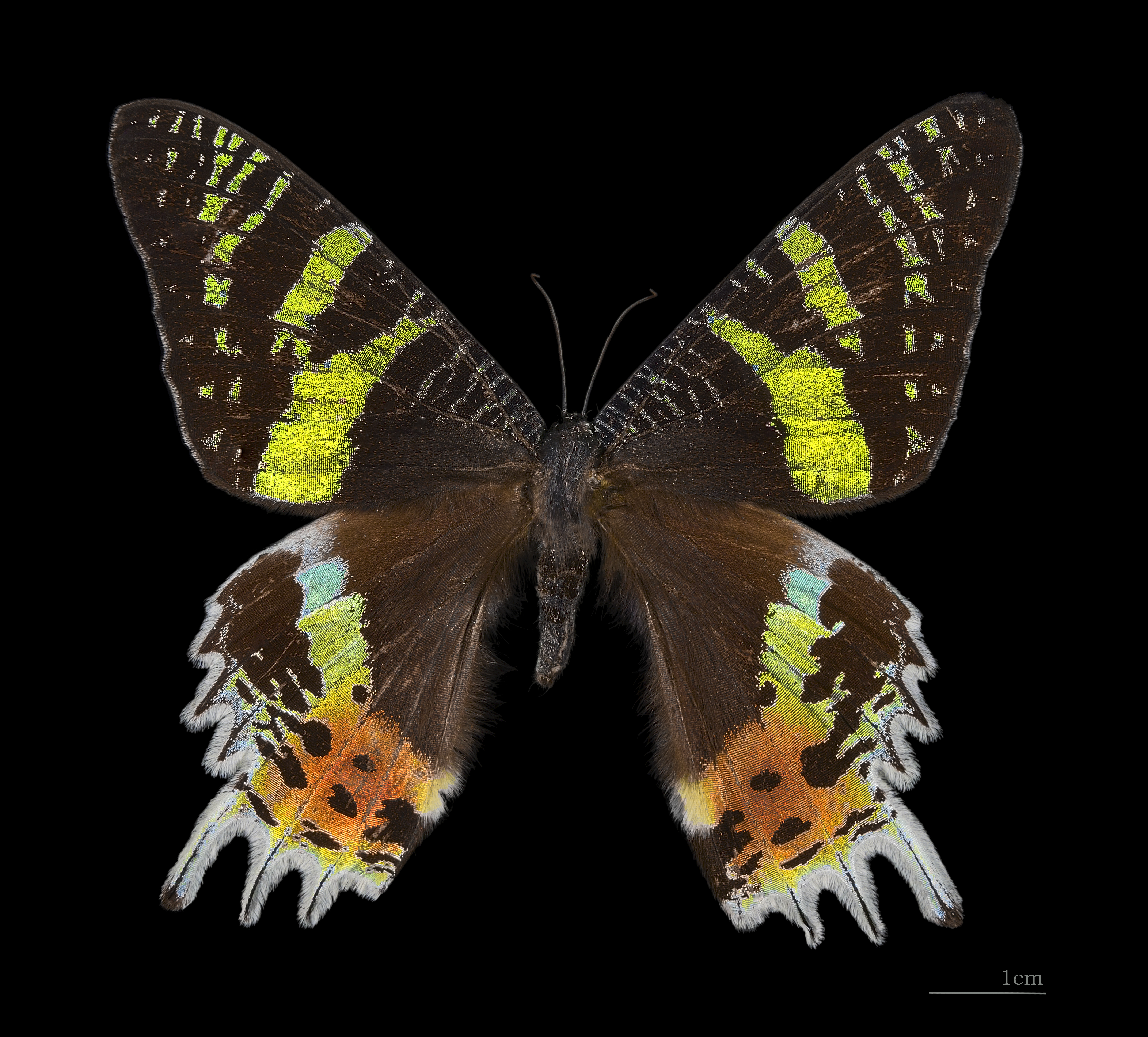
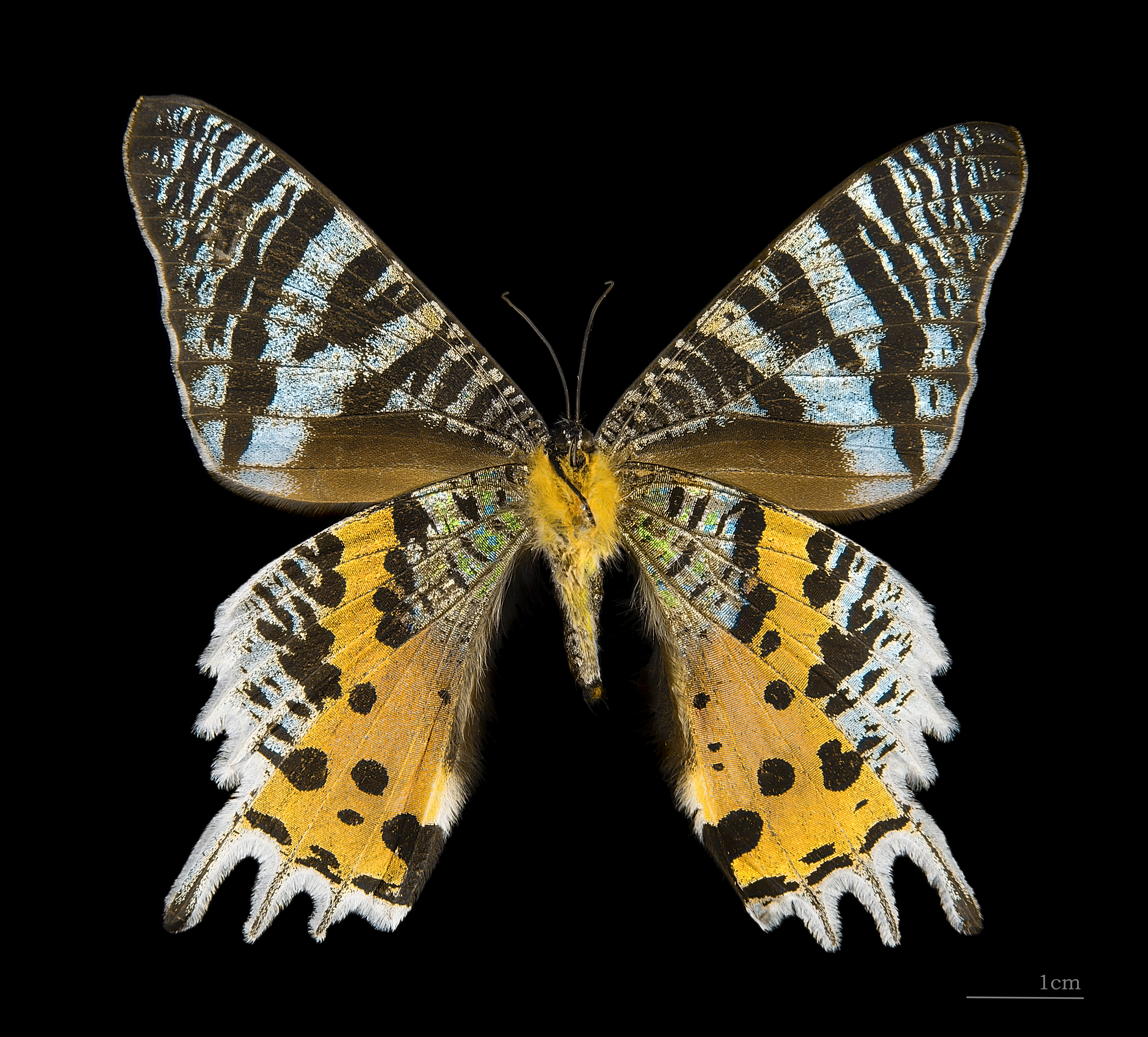

Ha un'apertura alare di 8–10 cm.

### Larva

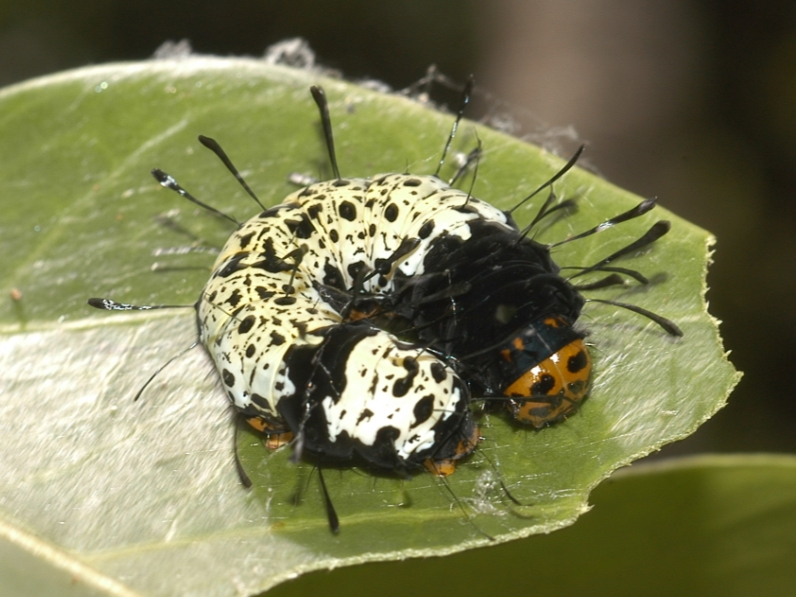

Il bruco è giallo e nero.

## Biologia
È una falena diurna.

### Alimentazione
Gli adulti si nutrono preferenzialmente del nettare di fiori di colore bianco o bianco-giallastro.

Tra le specie preferite vi sono:
- Terminalia catappa
- Camellia sinensis
- Eriobotrya japonica
- Eucalyptus spp., in particolare E. saligna
- Cussonia vantsilana
- Mangifera indica

Distribuzione delle 4 specie di Omphalea presenti in Madagascar.

Le larve di C. rhipheus si nutrono esclusivamente di foglie e fiori di specie del genere Omphalea (Euphorbiaceae).
Sull'isola si trovano 4 specie di Omphalea:
- O. ankaranensis, diffusa nel Madagascar settentrionale
- O. palmata, nel Madagascar occidentale
- O. occidentalis, nel Madagascar occidentale
- O. oppositifolia, nel Madagascar orientale

## Distribuzione e habitat
La specie è endemica del Madagascar. La si può trovare in quasi tutta dell'isola tranne che nella parte sud-occidentale, dove la sua pianta nutrice è assente.

Gli adulti compiono migrazioni stagionali dalla foresta decidua secca della costa occidentale, ove sono presenti 3 specie di Omphalea (O. ankaranensis, O. occidentalis e O. palmata) alla foresta pluviale della costa orientale, ove è presente O. oppositifolia. Essendo quest'ultima la unica specie sempreverde presente sull'isola, il suo ruolo è cruciale per la sopravvivenza della specie.